# Heliotropium wagneri
Heliotropium wagneri är en strävbladig växtart som beskrevs av Friedrich Vierhapper. Heliotropium wagneri ingår i Heliotropsläktet som ingår i familjen strävbladiga växter. Inga underarter finns listade i Catalogue of Life.